# Judith Estrin
Judith L. Estrin, également appelée Judy Estrin, est une pionnière de l'Internet, entrepreneure, femme d'affaires et auteure américaine, née en 1954 ou 1955. Elle a été citée comme l'une des personnes clés dans le développement de l'Internet pour sa collaboration avec Vint Cerf sur le projet initial de TCP à l'université Stanford,.
Elle est actuellement directrice générale de JLabs, une société privée axée sur la promotion de l'innovation dans les entreprises, le gouvernement et les organisations à but non lucratif. 
Estrin est une entrepreneure en série qui a cofondé huit sociétés de technologie. Elle a aussi été directrice de la technologie de Cisco Systems de 1998 à 2000.
Le 23 décembre 2013, Jack Dorsey est nommé à sa place au comité de direction de la Walt Disney Company,.